# Federica Bonsignori
Pour les articles homonymes, voir Bonsignori.
Federica Bonsignori (née le 20 novembre 1967) est une joueuse de tennis italienne, professionnelle du milieu des années 1980 à la fin des années 1990. Puis, jusqu'en 2004, elle a participé à quelques épreuves du circuit ITF.
Pendant sa carrière, elle a gagné un tournoi WTA en simple.

## Palmarès

### Titre en simple dames
| No | Date       | Nom et lieu du tournoi       | Catégorie | Dotation  | Surface      | Finaliste     | Score         |          |
| -- | ---------- | ---------------------------- | --------- | --------- | ------------ | ------------- | ------------- | -------- |
| 1  | 16/07/1990 | Estoril Ladies Open, Estoril | Tier V    | 100 000 $ | Terre (ext.) | Laura Garrone | 2-6, 6-3, 6-3 | Parcours |

### Finale en simple dames
| No | Date       | Nom et lieu du tournoi                | Catégorie | Dotation  | Surface      | Vainqueure        | Score    |          |
| -- | ---------- | ------------------------------------- | --------- | --------- | ------------ | ----------------- | -------- | -------- |
| 1  | 20/07/1992 | Internazionali di Tennis, Saint-Marin | Tier V    | 100 000 $ | Terre (ext.) | Magdalena Maleeva | 7-6, 6-4 | Parcours |

## Parcours en Grand Chelem

### En simple dames
| Année | Open d'Australie (janvier) | Open d'Australie (janvier) | Internationaux de France | Internationaux de France | Wimbledon       | Wimbledon        | US Open         | US Open           | Open d'Australie (décembre) | Open d'Australie (décembre) |
| ----- | -------------------------- | -------------------------- | ------------------------ | ------------------------ | --------------- | ---------------- | --------------- | ----------------- | --------------------------- | --------------------------- |
| 1984  | n/a                        | n/a                        | 1er tour (1/64)          | Anne White               | -               | -                | -               | -                 | -                           | -                           |
| 1985  | n/a                        | n/a                        | 1er tour (1/64)          | Nathalie Herreman        | -               | -                | -               | -                 | -                           | -                           |
| 1986  | n/a                        | n/a                        | 2e tour (1/32)           | Mercedes Paz             | -               | -                | -               | -                 | n/a                         | n/a                         |
| 1987  | -                          | -                          | 1er tour (1/64)          | Claudia Porwik           | -               | -                | 2e tour (1/32)  | Julie Halard      | n/a                         | n/a                         |
| 1988  | -                          | -                          | 2e tour (1/32)           | Claudia Kohde-Kilsch     | 1er tour (1/64) | Dianne Balestrat | 1er tour (1/64) | Jennifer Santrock | n/a                         | n/a                         |
| 1989  | 2e tour (1/32)             | Michelle Jaggard           | -                        | -                        | -               | -                | -               | -                 | n/a                         | n/a                         |
| 1990  | 1er tour (1/64)            | Rachel McQuillan           | -                        | -                        | -               | -                | 1er tour (1/64) | Alexia Dechaume   | n/a                         | n/a                         |
| 1991  | -                          | -                          | 2e tour (1/32)           | Anke Huber               | 1er tour (1/64) | Robin White      | -               | -                 | n/a                         | n/a                         |
| 1992  | -                          | -                          | 2e tour (1/32)           | Leila Meskhi             | 1er tour (1/64) | Zina Garrison    | 1er tour (1/64) | Julie Halard      | n/a                         | n/a                         |
| 1993  | 1er tour (1/64)            | Isabelle Demongeot         | 1er tour (1/64)          | Naoko Sawamatsu          | -               | -                | -               | -                 | n/a                         | n/a                         |
| 1994  | 1er tour (1/64)            | Barbara Rittner            | -                        | -                        | -               | -                | -               | -                 | n/a                         | n/a                         |

À droite du résultat, l’ultime adversaire.

### En double dames
| Année | Open d'Australie | Open d'Australie | Internationaux de France    | Internationaux de France | Wimbledon | Wimbledon | US Open | US Open |
| 1987  | -                | -                | 1er tour (1/32) H. Ter Riet | G. Fernández Lori McNeil | -         | -         | -       | -       |

Sous le résultat, la partenaire ; à droite, l’ultime équipe adverse.

## Parcours en Coupe de la Fédération
| #                                                                  | Date       | Lieu       | Surface | Gagnante(s)                        | Perdante(s)                | Score    |          |
|                                                                    |            |            |         |                                    |                            |          |          |
| 1991 - 1/4 de finale (groupe mondial) - Allemagne - Italie - 2 : 1 |            |            |         |                                    |                            |          |          |
| 1                                                                  | 26/07/1991 | Nottingham |         | Federica Bonsignori Linda Ferrando | Anke Huber Barbara Rittner | 1-0, ab. | Parcours |

## Classements WTA en fin de saison

### En simple
| Année | 1983 | 1984 | 1985 | 1986 | 1987 | 1988 | 1989 | 1990 | 1991 | 1992 | 1993 | 1994 | 1995 | 1996 | 1998 |
| Rang  | 212  | 144  | 190  | 122  | 90   | 100  | 143  | 77   | 50   | 64   | 106  | 215  | 233  | 789  | 760  |

Source : (en) « Classements de Federica Bonsignori », sur le site officiel du WTA Tour

### En double
| Année | 1986 | 1987 | 1988 | 1989 | 1990 | 1991 | 1992 | 1993 | 1994 | 1995 | 1996 | 1998 |
| Rang  | 218  | 188  | 269  | 391  | 245  | -    | 287  | -    | -    | 418  | -    | 692  |

Source : (en) « Classements de Federica Bonsignori », sur le site officiel du WTA Tour